# Szarura
Szarura (arab. شرورة) – miasto w Arabii Saudyjskiej, w prowincji Nadżran. Według spisu ludności z 2010 roku liczyło 75 237 mieszkańców. Ośrodek przemysłowy. W mieście znajduje się port lotniczy Szarura.